# Križanec
Križanec är ett vattendrag i Kroatien. Det ligger i den norra delen av landet, 24 km norr om huvudstaden Zagreb.